# Movimento per i Diritti e le Libertà
Il Movimento per i Diritti e le Libertà (in bulgaro: Движение за Права и Свободи - ДПС, trasl. Dviženie za Prava i Svobodi - DPS; in turco: Hak ve Özgürlükler Hareketi - HOH) è un partito politico bulgaro fondato nel 1990 da Ahmed Doğan.
Di orientamento social-liberale e centrista, si propone di rappresentare gli interessi della minoranza turca.

## Storia
Alle elezioni del 1990, le prime dopo la fine del regime comunista, il DPS ottenne il 6% dei voti e 23 seggi su 240. Alle elezioni dell'anno successivo il DPS ottenne il 7,6% dei voti e 24 seggi, entrando nel 1992 in un governo guidato dal Partito Socialista Bulgaro (BSP). L'esperienza governativa non favorì il partito che alle elezioni del 1994 scese al 5,4% dei voti e perse 10 seggi. Le politiche del 1997, nonostante il ritorno ai livelli del 1991 (7,6% e 19 seggi), segnano l'uscita del DPS dal governo, a guida SDS.
Le elezioni del 2001 videro l'affermazione del nuovo Movimento Nazionale Simeone II (NDSV), dell'ex re Simeone II, che ottenne il 42,7% dei voti e 120 au 240. Il DPS, che mantenne sostanzialmente inalterato il risultato delle elezioni precedenti, entrò così a far parte del nuovo governo guidato da Simeone Borisov Sakskoburggotski. Le elezioni del 2005, videro il crollo del NDSV ( - 21%) e l'incremento del DPS (12,7%, + 4,2%). NDSV e DPS sono entrati, così, a far parte del nuovo governo, guidato da Sergej Stanišev del BSP.
Alle elezioni europee del 2007, DPS ha ottenuto il 20% dei consensi, con un incremento del 6% rispetto alle precedenti politiche, ha eletto 4 euro-deputati, 2 dei quali di etnia bulgara. Alle politiche del 2009 DPS conseguì il 14,5% dei voti e 38 seggi e si pose all'opposizione del governo guidato dal conservatore Bojko Borisov. Nel 2013, a seguito delle proteste di piazza contro la crisi economica, Borisov diede le proprie dimissioni e le previste elezioni politiche furono anticipate di alcuni mesi. Alle successive elezioni parlamentari del 2013 il DPS calò all'11,3%, eleggendo 36 deputati, ma entrando a far parte del nuovo governo di Plamen Oresharski insieme ai socialisti. Il nuovo governo non placò, però, le proteste popolari.
Nel 2024, in seguito a una disputa interna sulla leadership, il partito si è spaccato tra una fazione guidata da Delyan Peevski e una guidata da Dzhevdet Chakarov, più legata al fondatore di DPS Ahmed Doğan. Entrambi i gruppi si sono registrati in vista delle elezioni parlamentari di ottobre 2024, dichiarando di essere i legittimi rappresentanti del partito. L'11 settembre, i tribunali hanno stabilito che la candidatura elettronica di Peevski era valida in quanto registrata per prima, e che poteva candidarsi con il DPS originale. Il DPS–Dogan ha quindi modificato il nome della propria coalizione in Alleanza per i Diritti e le Libertà (APS).
Nel dicembre 2024 il DPS esce dall'ALDE e dall'Internazionale Liberale, anticipando la decisione delle due organizzazioni di espellere il partito a causa delle sanzioni internazionali pendenti sul leader Peevski.

## Risultati elettorali
| Elezione                   | Voti    | %      | Seggi    | Posizione               |
| -------------------------- | ------- | ------ | -------- | ----------------------- |
| Parlamentari 1991          | 418.168 | 7,55   | 24 / 240 | Opposizione             |
| Parlamentari 1994          | 283.094 | 5,44   | 15 / 240 | Opposizione Maggioranza |
| Parlamentari 1997          | 323.429 | 7,40   | 19 / 240 | Opposizione             |
| Parlamentari 2001          | 340.395 | 7,45   | 21 / 240 | Maggioranza             |
| Parlamentari 2005          | 467.400 | 12,86  | 34 / 240 | Maggioranza             |
| Europee 2007               | 392.650 | 20,26  | 4 / 18   |                         |
| Europee 2009               | 364.197 | 14,14  | 3 / 17   |                         |
| Parlamentari 2009          | 610.521 | 14,45  | 38 / 240 | Opposizione             |
| Parlamentari 2013          | 400.466 | 11,31  | 36 / 240 | Maggioranza             |
| Europee 2014               | 386.725 | 17,27  | 4 / 17   | -                       |
| Parlamentari 2014          | 487.134 | 14,84  | 38 / 240 | Opposizione Maggioranza |
| Parlamentari 2017          | 315.976 | 9,24   | 26 / 240 | Opposizione             |
| Europee 2019               | 323.510 | 16,05  | 3 / 17   |                         |
| Parlamentari aprile 2021   | 336.306 | 10,36  | 30 / 240 |                         |
| Parlamentari novembre 2021 | 341.000 | 12,85% | 35 / 240 | Maggioranza             |
| Parlamentari 2022          | 344 625 | 13,29  | 36 / 240 | Maggioranza             |
| Parlamentari 2023          | 346 437 | 13,72  | 36 / 240 | Opposizione             |
| Europee 2024               | 295 092 | 14,66  | 3 / 17   |                         |
| Parlamentari giugno 2024   | 366 562 | 17,07  | 47 / 240 | Maggioranza             |
| Parlamentari ottobre 2024  | 280 246 | 11,51  | 29 / 240 | Opposizione             |